# Al-Mansur Uthman
Al-Màlik al-Mansur Fakhr-ad-Din Uthman ibn Jàqmaq (àrab: الملك المنصور فخر الدين عثمان بن جقمق, al-Malik al-Manṣūr Faẖr ad-Dīn ʿUṯmān ibn Jaqmaq), més conegut simplement com al-Mansur Uthman fou soldà mameluc de la dinastia burjita o circassiana (1453).
A la mort del sultà Jàqmaq amb 80 anys el va succeir el seu fill designat, Uthman, fill d'una esclava grega, amb el títol d'al-Màlik al-Mansur Fakhr-ad-Din Uthman. A l'inici del seu regnar va fer fuetejar al seu principal ministre. Després hu va haver disputes amb els amirs sobre l'import de les donacions que calia fer als diversos grups de mamelucs, que havien esdevingut quantioses. Es van produir combats al carrer entre els grups de mamelucs; Inal al-Ajrud i el grup de mamelucs de la casa de Barquq van ocupar van ocupar la Kalat al-Djabal (Fortelesa de la Muntanya) i fou nomenat sultà per una assemblea en la qual hi havia el califa abbàssida del Caire i els quatre kadi l-kudat amb el títol d'al-Malik al-Ashraf Sayd al-Din. Uthman, que no tenia suports degut a la seva conducta, fou deposat.